# Familjen Robinson
Familjen Robinson (engelska: Meet the Robinsons) är en amerikansk datoranimerad film från 2007, den 47:e tecknade långfilmen från kategorin Disneyklassiker. Filmen, baserad på William Joyces bok En dag hos Wilbur Robinson, hade världspremiär den 30 mars 2007 i USA och Kanada, och svensk premiär den 10 augusti samma år. Bland originalrösterna märks Tom Kenny, Tom Selleck och Angela Bassett.

## Handling
Den 12-årige uppfinnaren Lewis hoppas att med sin senaste uppfinning kunna minnas sin biologiska mor, och varför hon adopterade bort honom. Innan han hinner prova den blir den dock stulen. Lewis får dock oväntad hjälp från Wilbur Robinson, en pojke från framtiden, som tar honom hem till sin tid där Lewis får träffa hela hans excentriska familj. Tillsammans med familjen Robinson lyckas Lewis få tillbaka sin uppfinning, rädda världen och ta reda på sanningen om sitt förflutna.

## Rollista
| Figur                                     | Originalröst                       | Svensk originalröst |
| ----------------------------------------- | ---------------------------------- | ------------------- |
| Lewis                                     | Jordan Fry                         | Ludvig Dietmann     |
| Wilbur                                    | Wesley Singerman                   | Eddie Hultén        |
| Kusin Tallulah                            | Stephen J. Anderson                | Catharina Allvin    |
| Plommonstopsmannen                        | Stephen J. Anderson                | Johannes Brost      |
| Grodan Frankie                            | Aurian Redson Sång av Jamie Cullum | Henrik Schyffert    |
| Lillen                                    | Joe Mateo                          | Jan Bernhardsson    |
| Mildred Duffy                             | Angela Bassett                     | Rachel Mohlin       |
| Goob                                      | Matthew Josten                     | Amadeus Häggkvist   |
| Lizzy                                     | Tracey Miller-Zarneke              | Amana Krüger        |
| Franny                                    | Nicole Sullivan                    | Görel Crona         |
| Unga Franny                               | Jessie Flower                      | Happy Jankell       |
| Herr Harrington                           | John H. H. Ford                    | Jonas Bergström     |
| Fru Harrington                            | Dara McGarry                       | Catherine Hansson   |
| Herr Willerstein                          | Tom Kenny                          | Erik Ahrnbom        |
| Lucille Krunklehorn Farmor Lucille        | Laurie Metcalf                     | Kajsa Ingemarsson   |
| Morbror Arthur                            | Adam West                          | Fredrik Hiller      |
| Stanley Pukowski                          | Paul Butcher                       | Oskar Karlsson      |
| VD                                        | Ethan Sandler                      | Torsten Wahlund     |
| Sam                                       | Ethan Sandler                      | Christian Fex       |
| Dimitri                                   | Ethan Sandler                      | Christian Fex       |
| Carl                                      | Harland Williams                   | Morgan Alling       |
| Farfar Bud                                | Stephen J. Anderson                | Nils Eklund         |
| Faster Billie                             | Kelly Hoover                       | Ika Nord            |
| Morbror Gaston                            | Don Hall                           | Fredrik Dolk        |
| Kusin Laszlo Farbror Fritz Faster Petunia | Ethan Sandler                      | Henrik Dorsin       |
| Cornelius                                 | Tom Selleck                        | Ted Åström          |
| Reporter                                  | Joe Whyte                          | Adam Fietz          |
| Coach                                     | Don Hall                           | Fredrik Hiller      |

### Fotnoter
1. ↑  ”Familjen Robinson”. Disneyania. 19 mars 2007. http://www.d-zine.se/filmer/familjenrobinson.htm. Läst 20 augusti 2016.